# 內布拉斯加·蒙特內格羅
克利·内布拉斯加·莱昂·古鲁门迪(Kerly Nebraska León Gurumendi，1955 年出生)   ，俗称内布拉斯加·蒙特内格罗，是一名厄瓜多尔LGBTQ 权利活动家。 她是 1997 年厄瓜多尔同性恋合法化的积极分子，也是 Nueva Coccinelle 基金会的现任主席， 该基金会由前Coccinelle 协会的成员组成。 

她的积极行动为她赢得了许多奖项，例如 2023 年基多市政府授予她的帕特里西奥·布拉博马洛奖。  

## 生活和事业

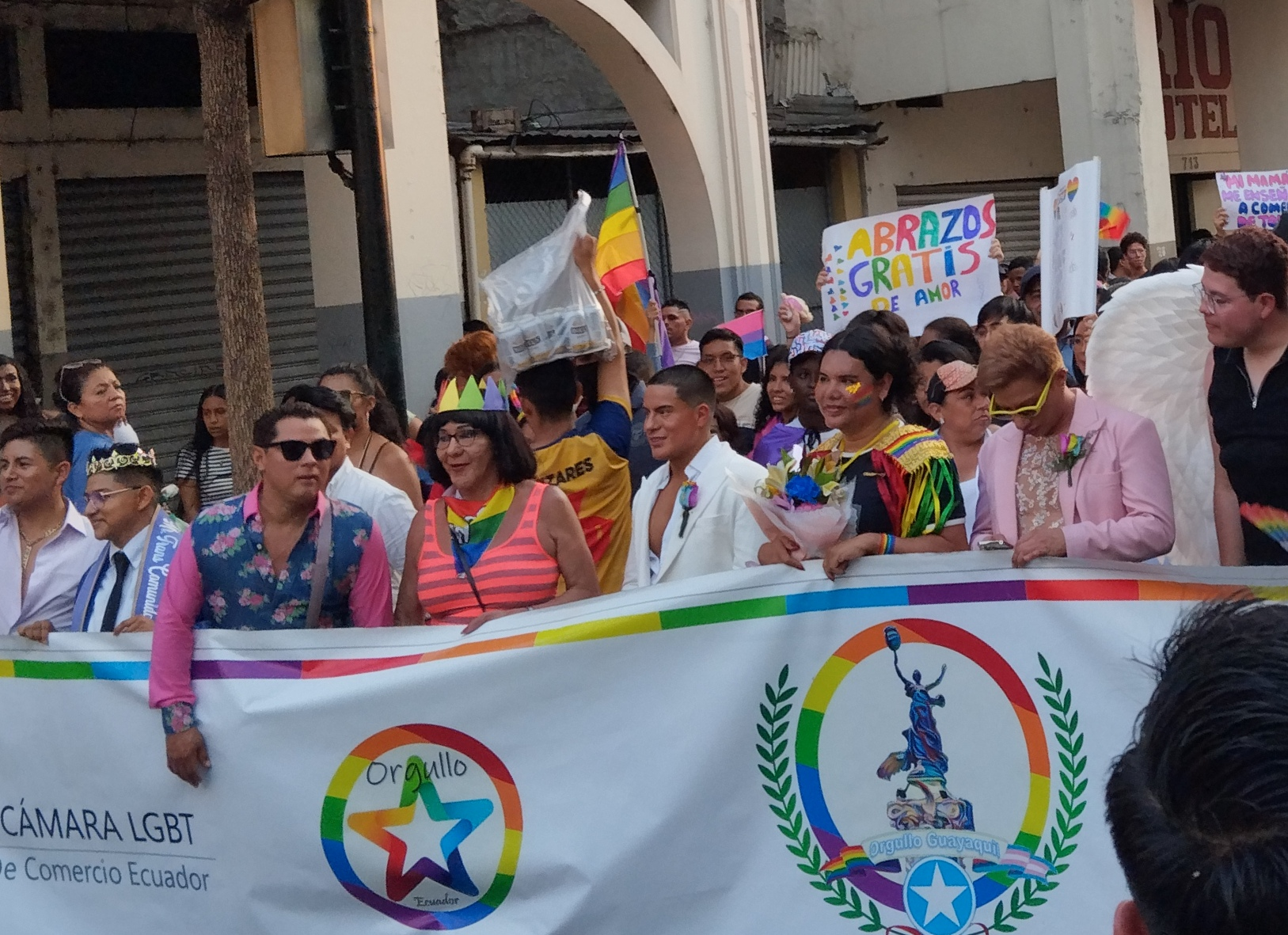
2024 年瓜亚基尔骄傲节

蒙特内格罗15岁时成为孤儿。她开始工作，打算在César Borja Lavayen学校完成中学教育。20岁时，她搬到了基多，加入了一群在埃尔埃希多公园从事性工作的跨性别女性。 
她在拉马力斯卡尔区工作了几年。从20世纪80年代开始，变性女性和异装癖者开始在那里遭受当局的迫害和虐待。 蒙特内格罗本人也曾多次被警方拘留，警方索要金钱，以换取不与危险罪犯关在一起的牢房。 
后来，她开始在厄瓜多尔美容学院学习美发，并成为哥伦比亚造型师兼 LGBTQ 活动家奥兰多·蒙托亚 (Orlando Montoya)的学生，蒙托亚创建了厄瓜多尔历史上最早的一些 LGBTQ 组织。 后来她开了自己的美发沙龙。 
1997 年，她加入了Coccinelle 协会，并作为一名成员参与了厄瓜多尔同性恋合法化的斗争。在 1997 年之前，同性恋仍被视为一种可判处最高八年有期徒刑的犯罪行为。这场运动取得了成功，1997 年 11 月 25 日，宪法法院宣布该法律违宪，从而将同性恋合法化。  
2019年，Montenegro与其他Coccinelle幸存者联合成立了新Coccinelle基金会，  Montenegro 担任主席。  同年5月17日，在国际不再恐同日的框架内，该组织以反人类罪起诉厄瓜多尔政府，指控其在1980年至2000年期间警方对LGBT人群实施虐待。  黑山是该诉讼的主要支持者之一，旨在寻求正义，并帮助恢复受虐待LGBT人群的历史记忆。 然而截至2023年6月，诉讼仍未取得进展。 
2023 年 11 月 27 日，基多市长Pabel Muñoz向 Montegro 授予Patricio Brabomalo 奖，以表彰她在该市支持 LGBTQ 权利的工作。在庆祝承认期间，黑山要求当局为老年跨性别者提供援助，并为他们建立庇护所。 

## 图书
弗雷迪·洛巴托 (编). . 厄瓜多尔公平基金会. 2023. ISBN 978-9942-7154-0-1.